# Condado de Gloucester (Virgínia)
O Condado de Gloucester é um dos 95 condados do estado americano de Virgínia. A sede do condado é Gloucester, e sua maior cidade é Gloucester. O condado possui uma área de 746 km² (dos quais 185 km² estão cobertos por água), uma população de 34 780 habitantes, e uma densidade populacional de 62 hab/km² (segundo o censo nacional de 2000). O condado foi fundado em 1651.